# ヤジード・アル＝ラジ
ヤジード・モハメド・アル＝ラジ（Yazeed Mohamed Al-Rajhi、 アラビア語: يزيد محمد الراجحي、1981年9月30日 - ）は、サウジアラビアの実業家、ラリードライバー。

## 経歴
リヤド生まれ。モハメド・アル＝ラジ投資会社、およびヤジード・アル＝ラジ&ブラザーズ会社の会長、アル＝ラジ・スティール・ボードやモハメド・アル＝ラジAwqafなどの取締役を務める。
2008年、ユニセフによってサウジアラビアや湾岸地域の親善大使に選ばれた最初のサウジアラビア人であり、2009年に「ドナーライフ」大使に任命された最初のサウジ人でもある。
名前は「ヤジール・アル＝ラジ」とも表記される。

### ラリー

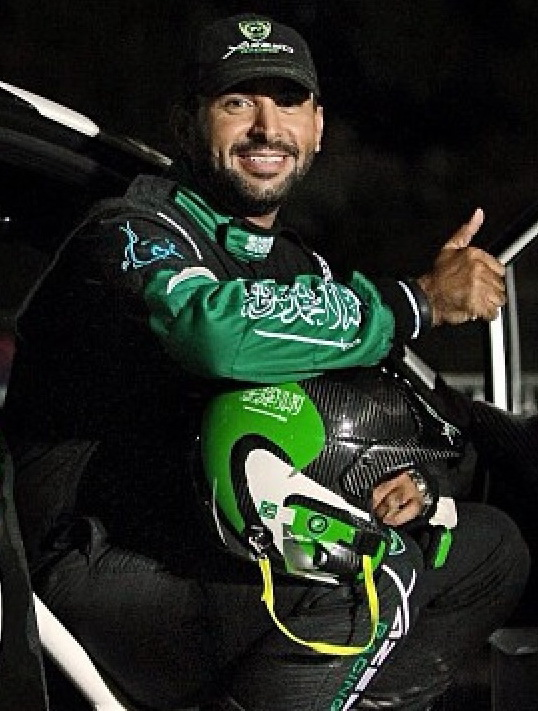
2012年WRC時代

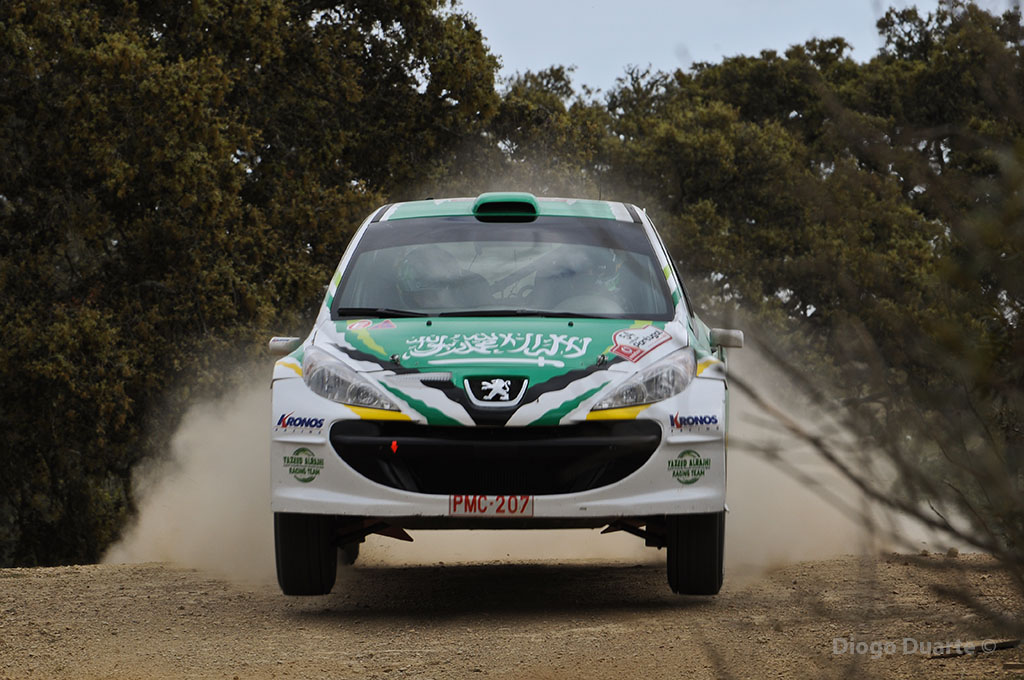
2011年ラリー・ド・ポルトガル

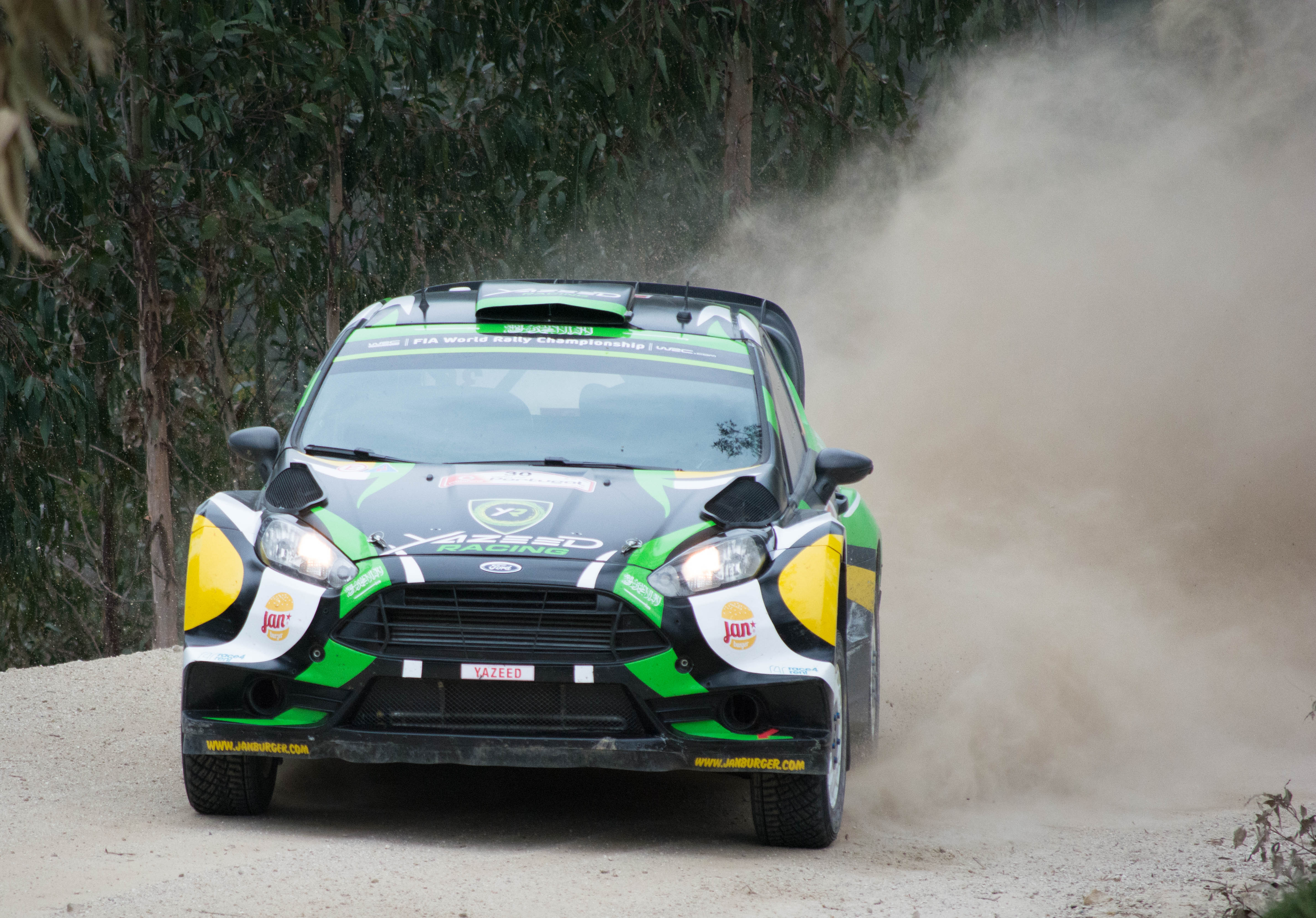
2016年ラリー・ド・ポルトガル

2007年にアル＝ラジ・レーシング・チームを設立（後にヤジード・レーシング・チームへと改称）。MERC（中東ラリー選手権）のヨルダン・ラリーでデビューした。
2008年にスバル・インプレッサ WRX STIでラリー・アルゼンチンとヨルダン・ラリーに参戦し、WRC（世界ラリー選手権）デビューを果たした。ナビは前年から組んでいた英国人のランカスター・スティーブから、ゲラン・シシェリと別れた仏人のマシュー・ボウメルへとシーズン途中で代わった。
ローテーション制により2年ぶりにWRCとして開催された2010年ヨルダン・ラリーでは、プジョー・207 S2000をドライブし総合13位でフィニッシュ。この年IRC（インターコンチネンタル・ラリー・チャレンジ）のラリー・イタリア・サルディニアにも参戦したが、リタイアに終わっている。
2011年はWRCに7戦出場したがそのうち6戦でリタイアを喫した。同年IRCのツール・ド・コルスにも出場し、14位でフィニッシュした。この年の途中にボウメルから、英国人のマイケル・オアへナビを交代し、以降2018年のラリー活動終了まで組むこととなる。またマシンも終盤にフォード・フィエスタ S2000へ切り替え、以降FIA格式のラリーは一貫してフィエスタで参戦することとなる。
2012年アクロポリス・ラリーでフィエスタをドライブし、WRC初ポイント（8位）を獲得した。またこの年SWRC（スーパー2000WRC）でもランキング3位となった。
2013年ラリー・スウェーデンではWRC2優勝を飾ったが、ラリーレイドで負った怪我による欠場（後述）もあってランキング5位に留まった。2014年は1戦のみスポット参戦したERC（ヨーロッパ・ラリー選手権）のキプロス・ラリーで総合優勝を果たしている。
2016年にはMスポーツ製マシンでWRカーデビュー。2017年は、稀少な「WRCトロフィー」（2017年規定マシンがアマチュアには危険として1年のみ制定された、2016年スペックのWRカーによる賞典）参加者でもあった。2018年まで毎年数戦スポット参戦するが、WRカーではポイント獲得はならず、以降はラリー活動を行っていない。

### ラリーレイド

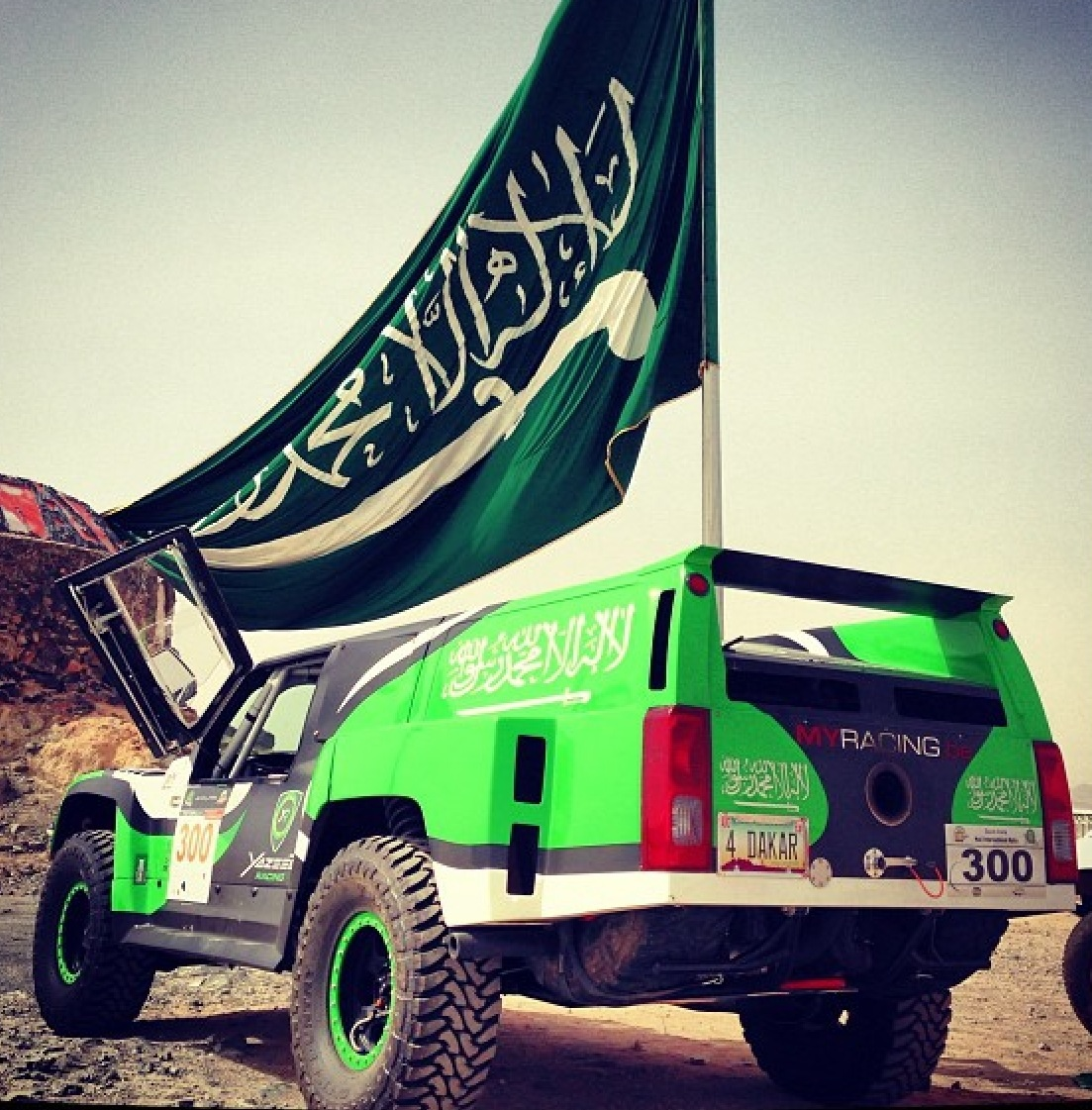
ハマー・H3

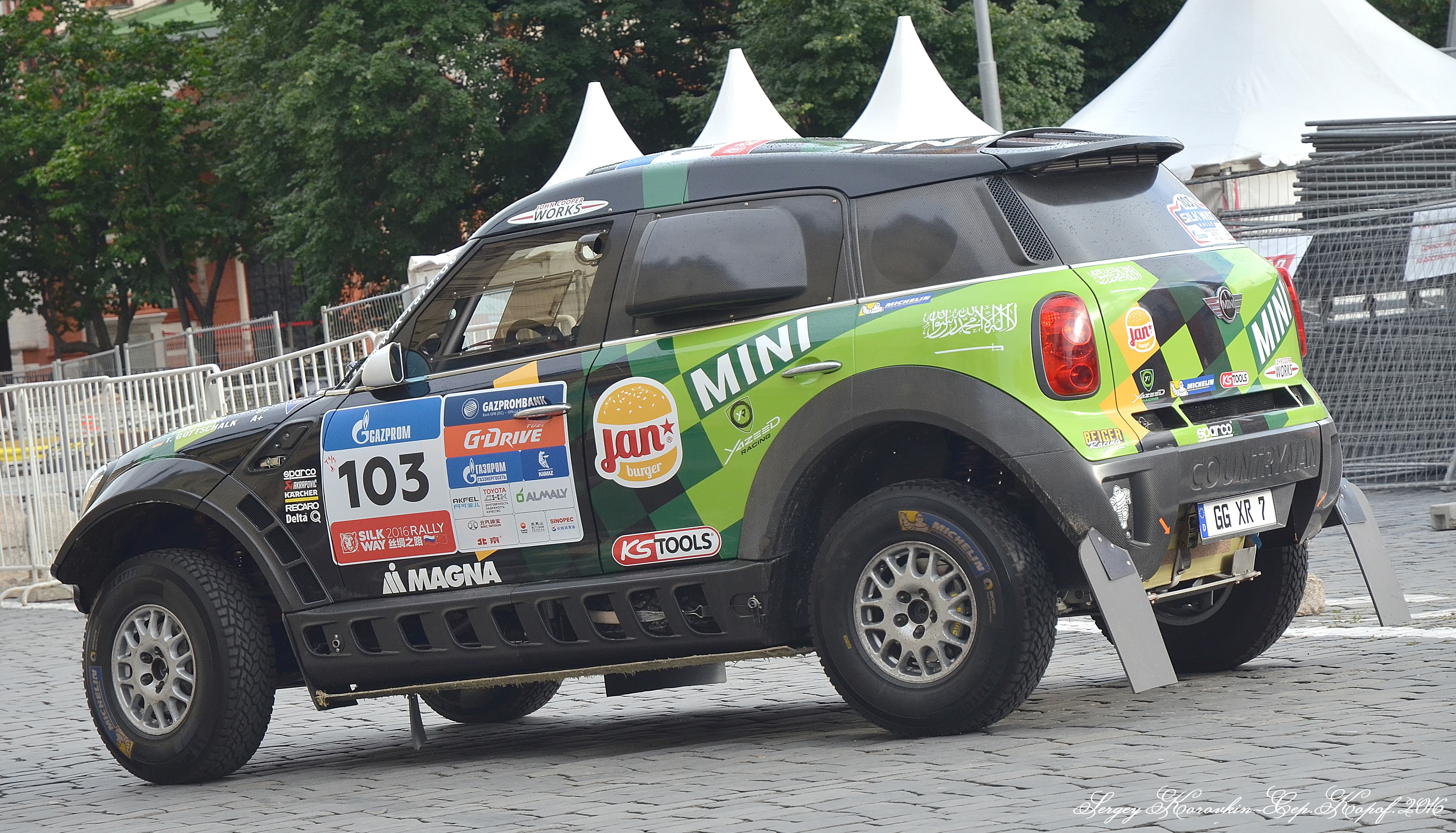
2016年シルクウェイ・ラリー

00年代から三菱や日産などのグループT1車両で国内ラリーレイドにたびたび参戦していた。2008年からマシュー・ボウメルをナビとし、2009年にFIA中東選手権で3位を獲得。2010年はサウジアラビアで行われたクロスカントリー・バハ・ワールドカップの1戦であるハイル・バハでガソリンエンジン仕様の三菱・レーシングランサーをドライブし、優勝し一時的に首位に立った。
2013年は国内ラリーレイドでの負傷により、WRC2を2戦欠場せざるを得なくなった（負傷時のナビは後にゲラン・シシェリと組むアレックス・ウィノック）。
2014年にクロスカントリーラリー・ワールドカップに初挑戦。ロビー・ゴードンから購入した二輪駆動バギーのハマー・H3をドライブした。
2015年にダカール・ラリーにトヨタ・ハイラックスでデビュー。ナビはナッサー・アルアティヤとダカール優勝を達成した経歴を持つティモ・ゴットシャルク。ステージ11でリタイアしたが、1度のステージ勝利を記録した。翌2016年は11位で完走を果たし、シーズン中にX-raid MINIへ加入した。
2018年ダカールでは二輪駆動のMINI・JCWバギーをドライブするが、誰かに会うことも難しいような広大な砂漠の第三ステージで迷いながら走行していたところ、四輪駆動のMINI・JCWラリーを駆るボリス・ガラフリクと正面から衝突してしまうという珍事を起こしてしまった。さらに第六ステージでは、ゴール直前に海沿いを走っていたところ、マシンが波にさらわれてしまうなど、散々な目にあった（マシンはガラフリクが救助し、ミッコ・ヒルボネンが牽引してビバークにたどり着いた）。一方で同年のシルクウェイ・ラリーでは（ステージがロシアと中国で分割された関係でライバルが少なかったという事情はあったが）総合優勝を果たし、鬱憤を払拭した。
2019年ダカールは初のトップ10入りとなる7位完走。国内ではサウジ・トヨタ選手権（サウジアラビア砂漠ラリー選手権）のタイトルを獲得した。
2020年地元サウジアラビアに開催地が移転したダカールではオーバードライブ・レーシングからトヨタに復帰。ナビはゴットシャルクからハリド・アル＝カシミと組んでいたマイケル・オアとなり、自己最高の4位を獲得。この年のダカールから、地の利を活かした速さを見せるようになる。
2021年はBFグッドリッチタイヤの欠陥による相次ぐパンクに悩まされながら2度のステージ勝利を記録し、総合15位で終えた。この年四輪部門でステージ勝利をした者の中で、アル＝ラジは最年少だった。この年、FIAクロスカントリー・バハ・ワールドカップのタイトルを獲得した。
2022年ダカールでは念願の3位表彰台を獲得した。W2RC（世界ラリーレイド選手権）ではナッサー・アルアティヤ、セバスチャン・ローブに次ぐ年間3位を獲得した。またこの年、クロスカントリー・バハ・ワールドカップとサウジ・トヨタ選手権も制覇するなど充実の一年となった。しかしシーズン途中でクラッシュと炎上によりマイケル・オアは負傷し、ジニエル・ド・ヴィリエと共にダカール優勝を果たした経験を持つディルク・フォン・ツィッツェヴィッツが一時的にナビとなった。
2023年はオアの復帰をギリギリまで見極めるも、不可能と判断してツィッツェヴィッツとのコンビを継続した。ダカールは第7ステージで勝利するもトラブルで上位争いからは離脱した。その後はTOYOTA GAZOO Racingのヘンク・ラテガンのトラブルに駆け付けて救出するなど、トヨタ陣営としての役割を果たした。2月には休暇中のスキーの事故で胸部を負傷してクロスカントリー・バハ・ワールドカップ開幕戦を欠場するが復活。W2RCのアブダビ・デザート・チャレンジではゴットシャルクをナビとした上で、ナッサー・アル＝アティヤとセバスチャン・ローブの脱落もあって世界選手権初優勝を飾っている。最終戦ラリー・デュ・マロックでも勝利し、年間ランキング2位で終えた。
2025年、トヨタからのプライベーターチームからGRダカールハイラックスEVOで参戦し、ダカールラリー総合優勝を達成した。地元開催のサウジアラビア人による総合タイトル獲得は初であった。